# Diário de Anne Frank
O Diário de Anne Frank é um livro escrito por Anne Frank entre 12 de junho de 1942 e 1.º de agosto de 1944 durante a Segunda Guerra Mundial. É conhecido por narrar momentos vivenciados pelo grupo de judeus confinados em um esconderijo durante a ocupação nazista dos Países Baixos. Publicado originalmente com o título de Het Achterhuis. Dagboekbrieven 14 Juni 1942 – 1 Augustus 1944 (O Anexo: Notas do Diário 14 de junho de 1942 - 1º de agosto de 1944) pela editora "Contact Publishing" em Amsterdã em 1947, o diário recebeu ampla atenção popular e da crítica após sua publicação inglês intitulada "Anne Frank: The Diary of a Young Girl" pela Doubleday & Company (Estados Unidos) e Vallentine Mitchell (Reino Unido) em 1952.
Desde então, foi publicado em mais de 40 países e traduzido em mais de 70 idiomas, e vendeu mais de 35 milhões de cópias em todo o mundo, sendo 16 milhões só no Brasil.
Sua popularidade inspirou a peça de teatro "The Diary of Anne Frank", de 1955, dos roteiristas Frances Goodrich e Albert Hackett, que também a adaptaram para uma versão cinematográfica de 1959.
Suas anotações foram declaradas pela Organização das Nações Unidas para a Educação, a Ciência e a Cultura (Unesco) como patrimônio da humanidade. Além disso, o livro figura na 19ª posição da lista Os 100 livros do século segundo o Le Monde.

## Contexto
Durante a ocupação nazista da Holanda, Anne Frank recebeu um diário em branco como um de seus presentes em 12 de junho de 1942, seu 13.º aniversário. De acordo com a Casa de Anne Frank, o livro autógrafo quadriculado vermelho que Anne usou como seu diário não foi realmente uma surpresa, já que ela o escolheu no dia anterior com seu pai quando folheava uma livraria perto de sua casa. Ela começou a escrever nele dois dias depois.
Em 5 de julho de 1942, a irmã mais velha de Anne, Margot, recebeu uma intimação oficial para se apresentar a um campo de trabalho nazista na Alemanha e, em 6 de julho, Margot e Anne se esconderam com seus pais Otto e Edith. Mais tarde, eles se juntaram a Hermann van Pels, sócio de Otto, incluindo sua esposa Auguste e seu filho adolescente Peter. Seu esconderijo ficava nos cômodos superiores fechados do anexo nos fundos do prédio da empresa de Otto em Amsterdã. Otto Frank começou seu negócio, chamado Opekta, em 1933. Ele foi licenciado para fabricar e vender pectina, uma substância usada para fazer geleia. Ele parou de dirigir seu negócio enquanto estava se escondendo. Mas assim que voltou, ele encontrou seus funcionários administrando-o. Os quartos em que todos se escondiam ficavam escondidos atrás de uma estante móvel no mesmo prédio da Opekta. O dentista da Sra. Van Pels, Fritz Pfeffer, juntou-se a eles quatro meses depois. Na versão publicada, os nomes foram alterados: Os van Pelses são conhecidos como Van Daans e Fritz Pfeffer como Albert Dussel. Com a ajuda de um grupo de colegas de confiança de Otto Frank, eles permaneceram escondidos por dois anos e um mês.
Em agosto de 1944, eles foram descobertos e deportados para campos de concentração nazistas. Há muito tempo se pensava que haviam sido traídos, embora haja indícios de que sua descoberta pode ter sido acidental, de que a operação policial na verdade tinha como alvo uma "fraude de racionamento". Das oito pessoas, apenas Otto Frank sobreviveu à guerra. Anne tinha 15 anos quando morreu em Bergen-Belsen. A data exata de sua morte é desconhecida e há muito se acredita que foi no final de fevereiro ou início de março, algumas semanas antes de os prisioneiros serem libertados pelas tropas britânicas em 15 de abril de 1945.
No manuscrito, seus diários originais são escritos em três volumes existentes. O primeiro volume (o livro autógrafo xadrez vermelho e branco) cobre o período entre 14 de junho e 5 de dezembro de 1942. Como o segundo volume (um caderno escolar) começa em 22 de dezembro de 1943 e termina em 17 de abril de 1944, presume-se que o volume ou volumes originais entre dezembro de 1942 e dezembro de 1943 foram perdidos - presumivelmente após a prisão, quando o esconderijo foi esvaziado por instruções nazistas. No entanto, esse período ausente é abordado na versão que Anne reescreveu para preservação. O terceiro volume existente (que também era um caderno escolar) contém entradas de 17 de abril a 1.º de agosto de 1944, quando Anne escreveu pela última vez três dias antes de sua prisão.:2
O manuscrito, escrito em folhas soltas de papel, foi encontrado espalhado no chão do esconderijo por Miep Gies e Bep Voskuijl após a prisão da família, mas antes que seus quartos fossem saqueados pela polícia holandesa e pela Gestapo. Eles foram mantidos em segurança e dados a Otto Frank após a guerra, quando a morte de Anne foi confirmada na primavera de 1945.

## Sinopse
Em 9 de julho de 1942, Anne, seus pais, sua irmã e outros judeus (Albert Dussel e a família van Daan) se esconderam em um Anexo secreto junto ao escritório de Otto H. Frank (pai de Anne), em Amsterdã, durante a ocupação nazista dos Países Baixos. Inicialmente, Anne Frank usa seu diário para contar sobre sua vida antes do confinamento e depois narra momentos vivenciados pelo grupo de pessoas confinadas no Anexo. Em 4 de agosto de 1944, agentes da Gestapo detiveram todos os ocupantes que estavam escondidos em Amsterdã. Separaram Anne de seus pais e levaram-nos para os campos de concentração. O diário de Anne Frank foi entregue por Miep Gies a Otto H. Frank, seu pai, após a morte de Anne Frank ser confirmada. Anne Frank faleceu no campo de concentração Bergen-Belsen em março de 1945, quando tinha 15 anos.
Otto foi o único dos escondidos que sobreviveu ao campo de concentração. Em 1947, o pai decidiu publicar o diário. Os manuscritos de Anne Frank estão expostos na Anne Frank House, em Amsterdã. Os direitos autorais da obra pertencem à Anne Frank Fonds (Fundação Anne Frank), fundada por Otto H. Frank em 1963, na Basileia, Suíça.

## Autenticidade
Conforme relatado no The New York Times em 2015, "Quando Otto Frank publicou pela primeira vez o diário e cadernos em vermelho de sua filha, ele escreveu um prólogo garantindo aos leitores que o livro continha principalmente as palavras dela". Embora muitos negadores do Holocausto, como Robert Faurisson, tenham afirmado que o diário de Anne Frank foi fabricado, estudos críticos e forenses do texto e do manuscrito original apoiaram sua autenticidade.
O Instituto Holandês de Documentação de Guerra encomendou um estudo forense dos manuscritos após a morte de Otto Frank em 1980. A composição do material dos cadernos e tinta originais, a caligrafia encontrada neles e a versão solta foram amplamente examinados. Em 1986, os resultados foram publicados: a caligrafia atribuída a Anne Frank foi positivamente combinada com amostras contemporâneas da caligrafia de Anne Frank, e o papel, tinta e cola encontrados nos diários e papéis soltos eram consistentes com os materiais disponíveis em Amsterdã durante o período em que o diário foi escrito.
A pesquisa de seus manuscritos comparou uma transcrição integral dos cadernos originais de Anne Frank com as entradas que ela expandiu e esclareceu em papel solto de uma forma reescrita e a edição final conforme preparada para a tradução para o inglês. A investigação revelou que todas as entradas da versão publicada eram transcrições precisas de entradas do manuscrito com a caligrafia de Anne Frank e que representavam aproximadamente um terço do material coletado para a publicação inicial. A magnitude das edições do texto é comparável a outros diários históricos, como os de Katherine Mansfield, Anaïs Nin e Liev Tolstói em que os autores revisaram seus diários após o rascunho inicial, e o material foi postumamente editado em um manuscrito publicável por seus respectivos executores, apenas para serem substituídos em décadas posteriores por edições não purgadas preparadas por estudiosos.